# Ophiosparte gigas
Ophiosparte gigas är en ormstjärneart som beskrevs av Jean Baptiste François René Koehler 1922. Ophiosparte gigas ingår i släktet Ophiosparte och familjen knotterormstjärnor. Inga underarter finns listade i Catalogue of Life.